# Catharina Remy
Catharina Euphrosina Louise Remy, död 16 mars 1850 i Stockholm, var en svensk målare.
Hon var dotter till hovkvartermästaren Gabriel Remy och hans hustru och gift med hovmästaren Alexander Joseph Caron. Hon medverkade i Konstakademiens utställningar med sina målningar Ett landskap. med vatten 1803 och Utsigt af en Qvaern vid Bonne-Ville i Savoyen utförda i gouache. 